# 박영교 (정치인)
박영교(1906년 1월 1일~?)는 대한민국의 정치인이다. 제3·4대 국회의원을 지냈다.

## 역대 선거 결과
|  | 22.53% |

|  | 15.25% |

|  | 38.17% |

|  | 22.30% |

|  | 0% |